# Fairchild Air Force Base

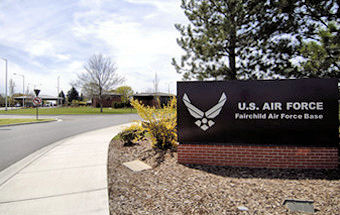
Entrée de la Fairchild Air Force Base

La Fairchild Air Force Base est une base aérienne de l’United States Air Force sous le contrôle opérationnel de l’Air Mobility Command (AMC). Elle se situe dans le comté de Spokane, dans l'État de Washington aux États-Unis. La base a été nommée en l'honneur du général Muir Stephen Fairchild (en).
Elle fut une base de bombardiers stratégiques de 1947 à 1994.
Elle abrite actuellement le 92nd Air Refueling Wing.